# Монимиевые
Мони́миевые (лат. Monimiáceae) — семейство двудольных растений, входящее в порядок Лавроцветные (Laurales).
Представители семейства произрастают в тропиках и субтропиках, главным образом в южном полушарии: в юго-восточной Азии, Австралии, Океании и Южной Америке. Опыляются трипсами, мухами и жуками. 

## Биологическое описание
Вечнозелёные деревья и кустарники, некоторые роды вьющиеся.
Листорасположение супротивное или очередное. Листья цельные, кожистые, без прилистников.
Цветки обоеполые или раздельнополые; околоцветник из немногих или многочисленных листочков, реже совсем отсутствует, обычно малозаметный. Тычинки и пестики расположены по внутренней стороне чашевидного или бокаловидного цветоложа; тычинок обыкновенно много, в неопределенном числе, реже немного в 2 круга; тычиночные нити короткие, пыльники растрескивающиеся вдоль щелями или открывающиеся клапанами. Плодолистики, обычно многочисленные, образуют отдельные свободные пестики, составляющие апокарпный гинецей. Семяпочки одиночныe, на дне завязи или висячие.
Плод — сборная костянка со свободными тесно скученными плодиками, или плодики заключены в плодовместилище, развивающееся из цветоложа. Семена с эндоспермом; зародыш маленький, с яйцевидными, иногда растопыренными семядолями.

## Роды
Семейство включает в себя 25 родов и около 86 видов:
- Подсемейство Hortonioideae

- Hortonia Wight — Гортония (2 вида, произрастающие на Шри-Ланке)

- Подсемейство Mollinedioideae

- Триба Hedycaryeae

- Decarydendron Danguy — Декаридендрон (3 вида, Мадагаскар)
- Ephippiandra Decne. — Эфиппиандра (8 видов, Мадагаскар)
- Hedycarya J.R.Forst. & G.Forst. — Гедикария (11 видов, в основном Новая Каледония, а также Новая Зеландия, Австралия и Фиджи)
- Kibaropsis Vieill. ex Jérémie (1 вид, Новая Каледония)
- Levieria Becc. (9 видов, Квинсленд, Новая Гвинея, Сулавеси)
- Tambourissa Sonn. — Тамбурисса (около 50 видов; Мадагаскар, Маскаренские острова и Коморские острова)
- Xymalos Baill. — Ксималос (1—3 вида в Африке; эндемик горных районов Африки, произрастает на высотах 900—2700 м от Судана до Южной Африки).

- Триба Mollinedieae

- Austromatthaea L.S.Sm.
- Faika Philipson
- Kairoa Philipson
- Kibara Endl. — Кибара
- Lauterbachia Perkins
- Macropeplus Perkins
- Macrotorus Perkins
- Matthaea Blume
- Mollinedia Ruiz & Pav. — Моллинедия
- Monimia Thouars typus — Монимия
- Palmeria F.Muell. — Пальмерия
- Parakibara Philipson
- Peumus Molina — Пеумус
- Steganthera Perkins — Стегантера
- Tetrasynandra Perkins
- Wilkiea F.Muell.

- Триба Hennecartieae

- Hennecartia J.Poiss. — Эннекартия

В ряде источников в данное семейство включаются роды семейства Атероспермовые (Atherospermataceae).